# Sphingonaepiopsis wellsi
Sphingonaepiopsis wellsi är en fjärilsart som beskrevs av Griveaud 1959. Sphingonaepiopsis wellsi ingår i släktet Sphingonaepiopsis och familjen svärmare. Inga underarter finns listade i Catalogue of Life.